# Плоская роговица, тип 2
Плоская роговица, тип 2 (уплощение роговицы; англ. cornea plana 2,CNA2) - исключительно редкая врождённая деформация поверхности глаза, выражающаяся в уплощении формы роговицы. Исследования говорят о том, что деформация возникает из-за мутаций гена KERA, кодирующего кератансульфатный протеогликан кератокан.